# Intelektualac
Intelektualac (lat. intellectus ≃ intellectualis: intelektualni ≃ intellegere: razumjeti) označava osobu s visokorazvijenim intelektom i analitičkim mišljenjem; predstavnik intelektualnog rada.
Taj se pojam ponekad pogrešno upotrebljava (ako se odnosi na obrazovanje) kao sinonimom za akademika. Inteligentna osoba će imati širok spektar znanja i konkurirat će na mnogim aspektima, ali će u prvom redu znati donositi vlastite zaključke, bazirane na svojoj načitanosti i razviti stavove, koji će često biti analitičko-kritički.